# ریو یوشیزاوا
ریو یوشیزاوا (به ژاپنی: 吉沢 亮, Yoshizawa Ryō)؛ زادهٔ ۱ فوریهٔ ۱۹۹۴) بازیگر اهل ژاپن است. وی از سال ۲۰۱۱ میلادی تاکنون مشغول فعالیت بوده‌است.